# Gran Premi de l'Azerbaidjan del 2021
El Gran Premi de l'Azerbaidjan de Fórmula 1, la sexta cursa de la temporada 2021, ès disputa entre els dies 4 i 6 de juny del 2021, al Circuit urbà de Bakú, Azerbaidjan.

## Qualificació
La qualificació va ser realitzat el dia 5 de juny.
| Pos                 | No | Pilot              | Constructor           | Part 1   | Part 2   | Part 3   | Sortida |
| ------------------- | -- | ------------------ | --------------------- | -------- | -------- | -------- | ------- |
| 1                   | 16 | Charles Leclerc    | Ferrari               | 1:41.241 | 1:41.659 | 1:41.218 | 1       |
| 2                   | 44 | Lewis Hamilton     | Mercedes              | 1:41.545 | 1:41.634 | 1:41.450 | 2       |
| 3                   | 33 | Max Verstappen     | Red Bull-Honda        | 1:41.760 | 1:41.625 | 1:41.563 | 3       |
| 4                   | 10 | Pierre Gasly       | AlphaTauri-Honda      | 1:42.288 | 1:41.932 | 1:41.565 | 4       |
| 5                   | 55 | Carlos Sainz Jr.   | Ferrari               | 1:42.121 | 1:41.740 | 1:41.576 | 5       |
| 6                   | 4  | Lando Norris       | McLaren-Mercedes      | 1:42.167 | 1:41.813 | 1:41.747 | 91      |
| 7                   | 11 | Sergio Pérez       | Red Bull-Honda        | 1:41.968 | 1:41.630 | 1:41.917 | 6       |
| 8                   | 22 | Yuki Tsunoda       | AlphaTauri-Honda      | 1:42.521 | 1:41.654 | 1:42.211 | 7       |
| 9                   | 14 | Fernando Alonso    | Alpine-Renault        | 1:42.934 | 1:42.195 | 1:42.327 | 8       |
| 10                  | 77 | Valtteri Bottas    | Mercedes              | 1:42.701 | 1:42.106 | 1:42.659 | 10      |
| 11                  | 5  | Sebastian Vettel   | Aston Martin-Mercedes | 1:42.460 | 1:42.224 |          | 11      |
| 12                  | 31 | Esteban Ocon       | Alpine-Renault        | 1:42.426 | 1:42.273 |          | 12      |
| 13                  | 3  | Daniel Ricciardo   | McLaren-Mercedes      | 1:42.304 | 1:42.558 |          | 13      |
| 14                  | 7  | Kimi Räikkönen     | Alfa Romeo-Ferrari    | 1:42.923 | 1:42.587 |          | 14      |
| 15                  | 63 | George Russell     | Williams-Mercedes     | 1:42.728 | 1:42.758 |          | 15      |
| 16                  | 6  | Nicholas Latifi    | Williams-Mercedes     | 1:43.128 |          |          | 16      |
| 17                  | 47 | Mick Schumacher    | Haas-Ferrari          | 1:44.158 |          |          | 17      |
| 18                  | 9  | Nikita Mazepin     | Haas-Ferrari          | 1:44.238 |          |          | 18      |
| 107% Temps:1:48.653 |    |                    |                       |          |          |          |         |
|                     | 18 | Lance Stroll       | Aston Martin-Mercedes | S/Temps  |          |          | 192     |
|                     | 99 | Antonio Giovinazzi | Alfa Romeo-Ferrari    | S/Temps  |          |          | 202     |
| Font:               |    |                    |                       |          |          |          |         |

Notes
- ^1 – Lando Norris fou penalitzat en tres posicions a graella per infringir la bandera vermella durant el Q1.[4]
- ^2 – Lance Stroll i Antonio Giovinazzi estavellaren el cotxe en el Q1 i no van aconseguir completar el temp, però se'ls va permetre córrer a criteri dels comissaris.

## Cursa
La cursa va ser realitzat en el dia 6 de juny.
| Pos                                                                     | No | Pilot              | Constructor           | Voltes | Temps / Retirada | Pos.Sortida | Punts |
| ----------------------------------------------------------------------- | -- | ------------------ | --------------------- | ------ | ---------------- | ----------- | ----- |
| 1                                                                       | 11 | Sergio Pérez       | Red Bull-Honda        | 51     | 2:13.36.410      | 6           | 25    |
| 2                                                                       | 5  | Sebastian Vettel   | Aston Martin-Mercedes | 51     | +1.385           | 11          | 18    |
| 3                                                                       | 10 | Pierre Gasly       | AlphaTauri-Honda      | 51     | +2.762           | 4           | 15    |
| 4                                                                       | 16 | Charles Leclerc    | Ferrari               | 51     | +3.828           | 1           | 12    |
| 5                                                                       | 4  | Lando Norris       | McLaren-Mercedes      | 51     | +4.754           | 9           | 10    |
| 6                                                                       | 14 | Fernando Alonso    | Alpine-Renault        | 51     | +6.382           | 8           | 8     |
| 7                                                                       | 22 | Yuki Tsunoda       | AlphaTauri-Honda      | 51     | +6.624           | 7           | 6     |
| 8                                                                       | 55 | Carlos Sainz Jr.   | Ferrari               | 51     | +7.709           | 5           | 4     |
| 9                                                                       | 3  | Daniel Ricciardo   | McLaren-Mercedes      | 51     | +8.874           | 13          | 2     |
| 10                                                                      | 7  | Kimi Räikkönen     | Alfa Romeo-Ferrari    | 51     | +9.576           | 14          | 1     |
| 11                                                                      | 99 | Antonio Giovinazzi | Alfa Romeo-Ferrari    | 51     | +10.254          | 20          |       |
| 12                                                                      | 77 | Valtteri Bottas    | Mercedes              | 51     | +11.264          | 10          |       |
| 13                                                                      | 47 | Mick Schumacher    | Haas-Ferrari          | 51     | +14.241          | 17          |       |
| 14                                                                      | 9  | Nikita Mazepin     | Haas-Ferrari          | 51     | +14.315          | 18          |       |
| 15                                                                      | 44 | Lewis Hamilton     | Mercedes              | 51     | +17.668          | 2           |       |
| 16                                                                      | 6  | Nicholas Latifi    | Williams-Mercedes     | 51     | +42.379*         | 16          |       |
| 172                                                                     | 63 | George Russell     | Williams-Mercedes     | 49     | Caixa del canvi  | 15          |       |
| 182                                                                     | 33 | Max Verstappen     | Red Bull-Honda        | 45     | Neumàtic         | 3           | 3     |
| Ret                                                                     | 18 | Lance Stroll       | Aston Martin-Mercedes | 30     | Neumàtic         | 19          |       |
| Ret                                                                     | 31 | Esteban Ocon       | Alpine-Renault        | 3      | Motor            | 12          |       |
| Volta ràpida: Max Verstappen (Red Bull-Honda) – 1:44.481 (en el lap 44) |    |                    |                       |        |                  |             |       |
| Font:                                                                   |    |                    |                       |        |                  |             |       |

Notes
- ^1 – Nicholas Latifi ha rebut una penalització d'30 segons per no entrar al pitlane durant el període de cotxe del seguretat.[7]
- ^2 – George Russell i Max Verstappen van completar el 90% de la cursa, de manera que es van considerar classificats.
- ^3 – Max Verstappen va fer volta ràpida, més per abandonar la cursa, no anotò el punt extra.

## Classificació després de la cursa
| Pos. | Pilot           | Punts | Canvis |
| ---- | --------------- | ----- | ------ |
| 1    | Max Verstappen  | 105   | =      |
| 2    | Lewis Hamilton  | 101   | =      |
| 3    | Sergio Pérez    | 69    | 3      |
| 4    | Lando Norris    | 66    | 1      |
| 5    | Charles Leclerc | 52    | 1      |

| Pos. | Constructor           | Punts | Canvis |
| ---- | --------------------- | ----- | ------ |
| 1    | Red Bull-Honda        | 174   | =      |
| 2    | Mercedes              | 148   | =      |
| 3    | Ferrari               | 94    | 1      |
| 4    | McLaren-Mercedes      | 92    | 1      |
| 5    | Aston Martin-Mercedes | 39    | 1      |